# Alkenbach
Der Alkenbach ist ein gut ein Kilometer langer, westlicher  und linker Zufluss der Ruwer im rheinland-pfälzischen Landkreis Trier-Saarburg. 

## Verlauf
Der Alkenbach entspringt bei der Gemeinde Lampaden auf 404 Meter über NN. fließt in Richtung Westen durch eine bewaldetes Tal und mündet schließlich zwischen Lampaden und Ollmuth in der Nähe der Hinzenburger Mühle auf 258 Meter über NN von links in die Ruwer. 
Seine Länge beträgt 1,03 Kilometer und sein Wassereinzugsgebiet hat eine Größe von 0,889 Quadratkilometern.